# Гребінець чорноморський
Гребінець чорноморський (Flexopecten glaber ponticus) — морський двостулковий молюск, підвид середземноморського гребінця. Діти називають їх «королевками».

## Загальна інформація
Чисельність значно скоротилась. З 1990 р. на берегах Джарилгацької та Каркінітської заток зустрічається лише черепашка цього молюску. В самих затоках всі представники давно з'їдені рапаною. Впродовж останніх[яких?] років в Чорному морі не зафіксовано жодного гребінця[джерело?].

## Екологія
Живе на глибинах 50 — 60 м. На відміну від інших морських молюсків гребінець може плавати, пересуваючись короткими стрибками. При цьому стулки черепашки відкриваються, а потім швидко стуляються. Вода, що виштовхується з порожнини молюска сильним струменем, сприяє його пересуванню. Живиться морський гребінець фільтруючи воду.

## Опис

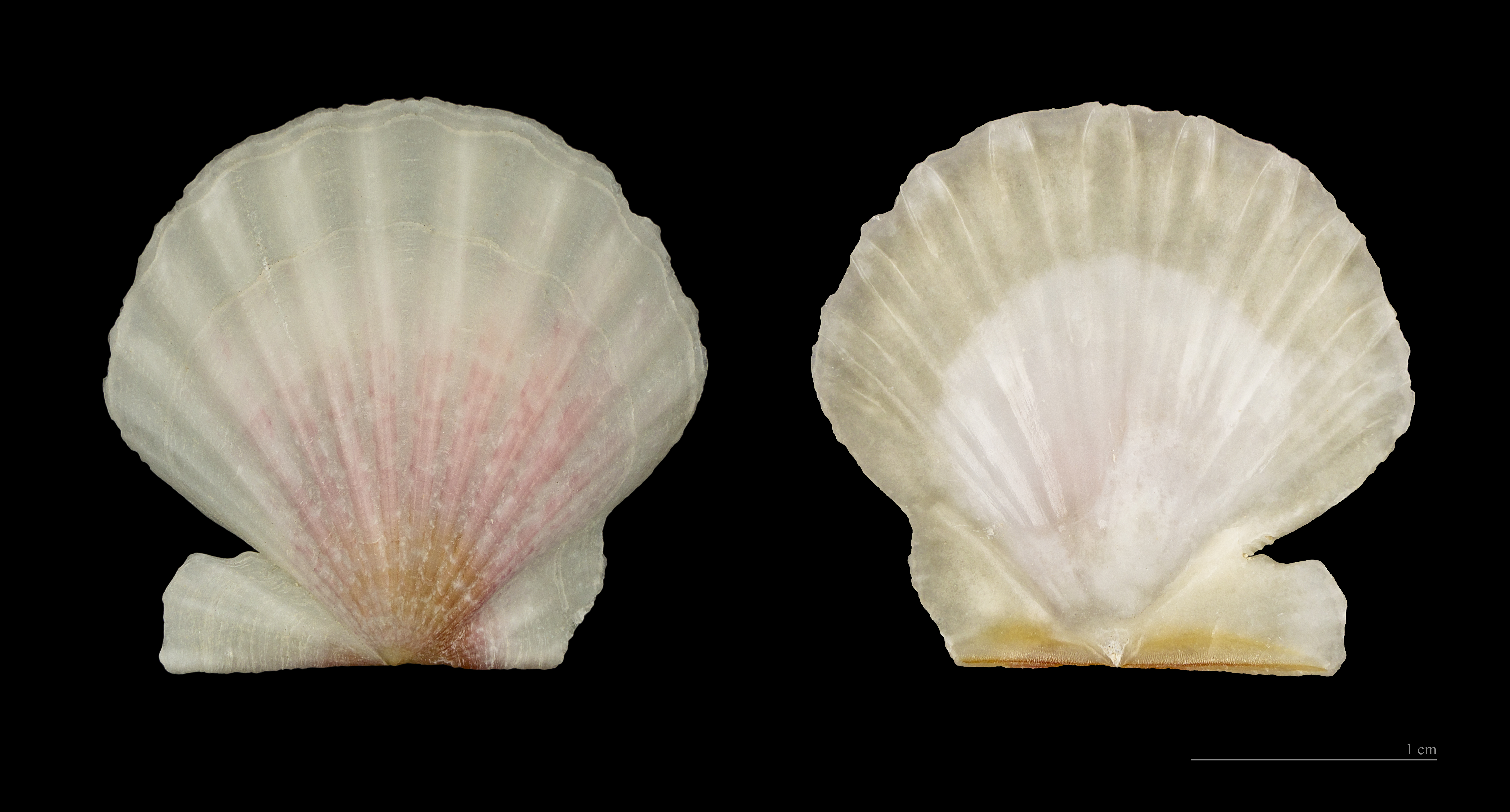
Черепашка чорноморського гребінця

Раковина нерівностулкова (ліва верхня стулка більш опукла), округла, майже рівнобічна. Верхня стулка з майже рівними вушками, на нижній стулці переднє вушко знизу обмежене неглибокою виїмкою (біссальной виїмкою). Верхівки маленькі, не видні під замковим краєм, центральні. Зовнішня поверхня стулок покрита 10-17 радіальними ребрами, що розширюються від маківки до нижнього краю, які більш опуклі на лівій стулці і сплощені на правій. Міжреберні проміжки на лівій стулці ширше ребер або дорівнюють їм по ширині, на правій стулці трохи більшеребер. Проміжки та схили ребер бувають вкриті додатковими тонкими радіальними реберцями. Внутрішня поверхня стулок ребриста, жолобки, відповідні ребрам зовнішньої поверхні, обмежені гребнями, згладжуються вище мантійних ліній і зазвичай не доходять до верхівки. Відбиток аддукторів великий, круглий. Забарвлення варіюється від білого або жовтого до червоного і коричневого, часто права стулка світліше лівої. Довжина і висота раковини до 55 мм, ширина — до 13 мм.